# مملكة أمبر
مملكة أمبر المعروفة أيضًا باسم مملكة دوندار وولاية جايبور، كانت تقع في منطقة دوندار في راجبوتانا وكانت تحكمها عشيرة كاشواها. جرى تأسيسها من قبل دولا راي، الذي ربما كان آخر حكام سلالة كاتشاباغاتا من غواليور الذين هاجروا إلى دوسا وأسسوا مملكتهم هناك بدعم من التشاهامانا من شاكمبهري في القرن الحادي عشر. وفي الغالب خلال القرن الثاني عشر حتى القرن الخامس عشر واجهت المملكة ركودًا وقلة في الموارد. أصبح حاكمها شاندراسين تابعًا لسيسوديا وقاتل في معركة خانوه تحت قيادة بريثفيراج كاشواها.
تحت حكم بارمال انحازت المملكة بشدة إلى جانب المغول وزوج بارمال ابنته بجلال الدين أكبر. وكان ابنه وحفيده باغوانت داس وراجا مان سينغ قائدين في جيش أكبر وساعداه في توسيع الإمبراطورية. وخدم ميرزا رجا جاي سينغ في عهد شهاب الدين شاهجهان وأصبح جنرالًا متميزًا. ولكنه فقد أفضليته لدى أورنكزيب عندما اشتبه في أنه ساعد شيفاجي على الهروب من الأسر المغولي في عام 1664. وأصبح ساواي جاي سينغ الثاني الحاكم خلال انهيار إمبراطورية المغول. وتمرد ضد المغول عام 1708 ونجح في استعادة مملكته المحتلة. وبعد وفاة جاي سينغ استنزفت المملكة مواردها خلال الحرب الأهلية بين ابنيه إيشواري ومادهو سينغ وبين الماراثيين، ما تسبب في وقوع المملكة بركود اقتصادي.
أصبحت المملكة ولاية أميرية بموجب حكم شركة الهند الشرقية بعد توقيع معاهدة إنشاء تحالف فرعي مع الشركة في عام 1818، وبعد الحرب الإنجليزية الماراثية الثالثة. ثم انضمت إلى الهند المستقلة في عام 1947 وجرى دمجها في الهند بحلول عام 1949. وعند الاندماج مُنح الحاكم معاشًا تقاعديًا (محفظة خاصة)، وامتيازات معينة، واستخدام لقب مهراجا جايبور من قبل حكومة الهند. ولكن المعاش والامتيازات واستخدام اللقب كلها توقفت في عام 1971 من خلال التعديل السادس والعشرين لدستور الهند.

## التاريخ

### الأصول
تدعي أسرة كاشواها راجبوت النسب لكوشا ابن راما الأسطوري. ويزعمون أن أسلافهم هاجروا من مملكة راما في كوسالا وأسسوا سلالة جديدة في غواليور. وبعد 31 جيلًا انتقلوا إلى راجبوتانا وأخذوا مملكة دوندار من آلان سينغ تشاندا.
يربط بعض المؤرخين دولا راو مؤسس سلالة جايبور كاشواها بسلالة كاتشاباغاتا التي حكمت جزءًا من راجاستان ومادهيا براديش في القرن العاشر. ومن المحتمل أن يكون دولا راو قد انحدر من فرع ناروار لهذه السلالة. ويربط فّي إس بهارجافا دولا بخليفة آخر حاكم لفرع ناروار هو تيجاسكاران.
وفقًا لجادوناث ساركار تخلى جد دولا حاكم ناروار إيشوار سينغ عن عرشه وقسم ممتلكاته بين أخيه الأصغر وابن أخيه وسافر شمال نهر تشامبال ليعيش حياة العزلة الدينية. وبعد وفاته توج ابنه سودو نفسه ملكًا مرة أخرى، لكنه سرعان ما توفي وخلفه ابنه دولا الذي دعم قضيته وسرعان ما استلم حصن داوسا مقابل المال من تشوهانس لالسوت. ويقترح إم إل شارما أن دولا كان في داوسا بشكل خاص للمساعدة في محاربة زعيم بارجوجار الذي كان يسيطر جزئيًا على المدينة. وهزم دولاراي آلان سينغ تشاندا، حاكم أسرة تشاندا، وأسر دودهاند. وسرعان ما هزم دولا راو قبيلة منيا من خوه ومانتشي وأكمل لاحقًا غزو دوندار بهزيمة برغورجار وبعد ذلك حصل على الأرض التي جرى الاستيلاء عليها من قبل تشوهان. واختار دولا مدينة خوه كعاصمة له بعد داوسا.

### الحكام الأوائل
استولى خليفة دولا كاكيل على أمبر من قبيلة منيا ووضع أساس العاصمة المستقبلية. ولكن بعض المصادر تنسب تغيير العاصمة من خوه إلى أمبار إلى راجديو الذي كان الثالث على التوالي في الحكم بعد باجوان. وقد يكون حكام دوندار الأوائل هم أقطاعيو التشاهامانا من شاكمبهري، كما يشار إلى الحاكم باجون على هذا النحو في قصيدة بريثفيراج راسو. وعزز خليفة باجون ماليزي سلطته في دوندار بالزواج من المناطق المجاورة وربما أيضًا هزم حاكم ماندو في معركة روتولي. وصعد أوديكاران إلى العرش عام 1367. وهزم خيام خانيس لتأمين دوندار كأراضي كاشواها.
تحت حكم راي شاندراسين في القرن الخامس عشر هُزم الكاشواها على يد كومبا من موار وفرض ضريبة على دوندار. وخلف شاندراسين الحاكم بريثفيراج سينغ في عام 1503. وتوضح ريما هووجا أن العلاقة بين بريثفيراج وسانغا لم تكن بالضبط علاقة رئيس إقطاعي في الفهم الحديث ولكنها أقرب إلى حليف صغير. وانضم بريثفيراج إلى كونفدرالية راجبوت عام 1527 بقيادة رانا سانغا ضد ظهير الدين بابر وقاتلوا في معركة خانوه التي هُزموا فيها. وأنقذ رانا سانغا برفقة مالديو راثور من ساحة معركة خانوه في عام 1527. وجرى تسميم رانا سانغا من قبل النبلاء بعد شهرين من المعركة لإصراره على مواصلة خوض الحرب الخاسرة وتوفي بريثفيراج في نوفمبر من نفس العام. ويقترح فّي إس بهاتناغار أن وفاة بريثفيراج ربما كانت مماثلة لوفاة سانغا حيث انضم العديد من النبلاء بسهولة إلى المغول بعد وفاته بفترة وجيزة.
وخلفه ابنه المفضل بورانمال ابن زوجته المفضلة. وفي النهاية ساعد نصير الدين همايون بورانمال في تحقيق الاستقرار. وتمكن بورانمال من الحكم لمدة 7 سنوات فقط. ووفقًا لمصادر متضاربة فقد مات وهو يقاتل من أجل شقيق همايو هندال ميرزا أو ضده أو أطاح به أخوه بهيم سينغ. وخلف بهيم سينغ ابنه راتان سينغ بسرعة في عام 1537. وخلال فترة حكمه غزا شير شاه صوري راجبوتانا وفرض سيطرته على ميوار وماروار. كما قبل راتان سينغ سلطة صوري. واستولى عمه وابنه من بريثفيراج، سانغا على جزء من الأراضي وأطلق عليها اسم سانغانير وقد خلفه أخوه بارمال. وكان راتان سينغ غير كفء ولم يكن قادرًا على التحكم في تصرفات أعمامه. وجرى تسميم راتان سينغ من قبل أخيه غير الشقيق أسكاران ولكن سرعان ما جرى خلعه من قبل النبلاء الذين نصبوا بارمال على العرش.

### المملكة كحليفة للمغول في ظل حكم بارمال وباغوانت داس
كان على بارمال أن يتعامل في البداية مع القائد سور حاجي خان باثان لكنه تمكن من تحقيق السلام معه. وبعد ذلك بوقت قصير أيد حاكم موات ميرزا محمد شريف الدين حسين قضية ابن بورانمال، وهاجم سوجا أمبر في عام 1558. واستسلم بارمال لشريف الدين واضطر أيضًا إلى التخلي عن ابنه وأبناء أخيه ليكونوا رهائن.
بعد أن شعر بارمال بعدم الأمان بعد معاهدة شريف الدين، رتب من خلال شقيقه روبسي لقاءً مع الإمبراطور المغولي أكبر في سانغانر حيث التقيا في عام 1562. وهناك قدم بارمال ابنته جودا باي للزواج. وتم الزواج في نفس العام في سمبار. ودخل أبناء بارمال باغوانت داس وجاغاناث مع حفيده مان سينغ في البلاط الإمبراطوري. وأثبت أمراء كاشواها في البلاط المغولي أهمية كبيرة بسبب مهاراتهم الإدارية والعسكرية وبرزت أسرة كشواها. واكتسبت جودا باي، التي سُميت بعد زواجها مريم الزمان، مكانة مرموقة في البلاط المغولي في عهد زوجها وابنها كإمبراطورة وأم ملكة على التوالي. وتوفي بارمال عام 1574 وخلفه ابنه رجا باغوانت داس، وكان حليفًا موثوقًا لأكبر.
كان باغوانت داس جنرالًا عسكريًا استثنائيًا ورافق أكبر خلال توسيعه لإمبراطورية المغول عبر راجستان وغوجارات وكشمير والبنجاب. ومن أجل تقوية العلاقات مع المغول زوج ابنته مانبهافاتي باي بابن أكبر الأمير سليم. وقاد باغوانت داس حملة كشمير لصالح أكبر حيث هزم يوسف شاه تشاك عام 1586 واستولى على كشمير. وعُين داس بمنصب سوبيدار للبنجاب عام 1583 حيث توفي عام 1589.